# Burin (ort i Kanada)
Burin är en ort i Kanada.   Den ligger i provinsen Newfoundland och Labrador, i den östra delen av landet, 1 600 km öster om huvudstaden Ottawa. Burin ligger 1 meter över havet och antalet invånare är 2 424.
Terrängen runt Burin är platt. Havet är nära Burin åt sydost. Trakten är glest befolkad. Närmaste större samhälle är Marystown, 14,9 km norr om Burin. 